# 甘必大广场 (巴黎)

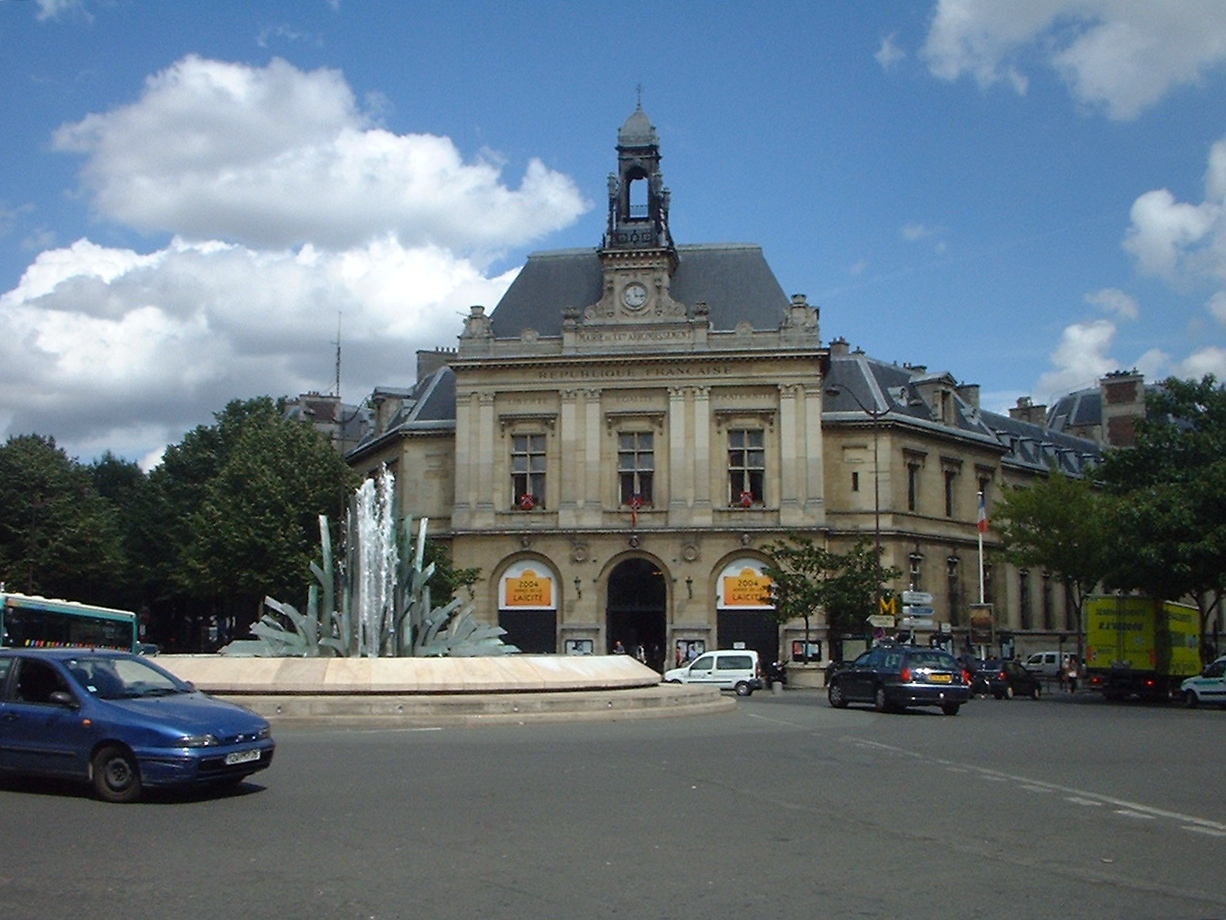
甘必大广场

甘必大广场（Place Gambetta)位于巴黎二十区的拉雪兹神父街区，是甘必大大街（Avenue Gambetta）、比利牛斯街（rue des Pyrénées）、贝尔格朗街（rue Belgrand）和拉雪兹神甫大街（avenue du Père-Lachaise）的交汇处。这个广场也是巴黎二十区的边界。
甘必大广场最初形成于1670年。为长度和宽度都是90米的多边形。周边种植树木。中间是一个现代喷泉。
甘必大广场最初名为比利牛斯广场（place des Pyrénées），后改名 place de Puebla。1893年，这个广场改以1882年遇刺身亡的法国总理莱昂·甘必大命名。